# Kościół św. Józefa Rzemieślnika w Nawiadach
Kościół św. Józefa Rzemieślnika w Nawiadach – rzymskokatolicki kościół parafialny znajdujący się w Nawiadach. Wchodzi w skład dekanatu Mrągowo I archidiecezji warmińskiej. 

## Historia
Pierwsze wzmianki na temat kościoła w Nawiadach pochodzą z 1437 roku. Pierwsza wybudowana świątynia posiadała wieżę. Świątynia posiadała kamienną podmurówkę, ale pozostała część kościoła najprawdopodobniej była drewniana. Obok kościoła wybudowano  dom, w którym zorganizowano mieszkanie dla księdza, szpital, małą szkołę oraz przytułek dla starców. Z czasów przed reformacją nie jest znany z imienia i nazwiska żaden proboszcz, który pracował w Nawiadach. Wiadomo tylko, że ostatni katolicki proboszcz opuścił parafię na przełomie lat 1526–1527, nie chcąc przyjąć wyznania ewangelickiego. Od czasów reformacji kościół trafił w posiadanie ewangelików. Około 1670 roku do kościoła dobudowano renesansową zakrystię, a w 1687 roku do wieży dobudowano drewnianą nadbudowę. W roku 1764 wybuchł pożar, który spalił doszczętnie plebanię i cały dobytek kościelny, łącznie z bardzo cennym kielichem mszalnym. Całość świątyni odrestaurowano w latach 1933-1934. Tak było również przez dłuższy czas po zakończeniu II WŚ. Stopniowo jednak liczba ewangelików we wsi zaczęła maleć, więc w 1981 roku przejęli go katolicy, zaś parafię w Nawiadach ustanowiono w 1989.

## Wyposażenie
W kościele znajduje się zabytkowy ołtarz wykonany w latach 1601-1615, pierwotnie pełnił funkcję mównicy. W środkowej części ołtarza znajduje się figura Matki Boskiej z Dzieciątkiem, otoczona światłem świętości, natomiast na ruchomych skrzydłach znajdują się malowidła przedstawiające czterech ewangelistów (Mateusza z aniołem, Marka z lwem, Łukasza z bykiem i Jana z orłem) oraz sceny z Męki Chrystusa (z tyłu obrazów). Przed ołtarzem ustawiono posoborowy ołtarz, w którym wykorzystano korpus z ambony z początku XVII wieku (niegdyś stanowiła ona jedność z ołtarzem głównym). Na prawo od ołtarza zawieszony jest anioł chrzcielny pochodzący z 1700 roku. Znajdują się tam także dwie figury aniołów z XVII wieku, a także płyta nagrobna z 1727 roku. Organy zostały wykonane w 1806. Do 1945 w kościele znajdował się gotycki kielich z 1500 (obecnie jest on zaginiony). W ścianie kościoła, przy wejściu umieszczone są tablice upamiętniające mieszkańców parafii poległych w czasie I WŚ.